# Contesa del Tripode

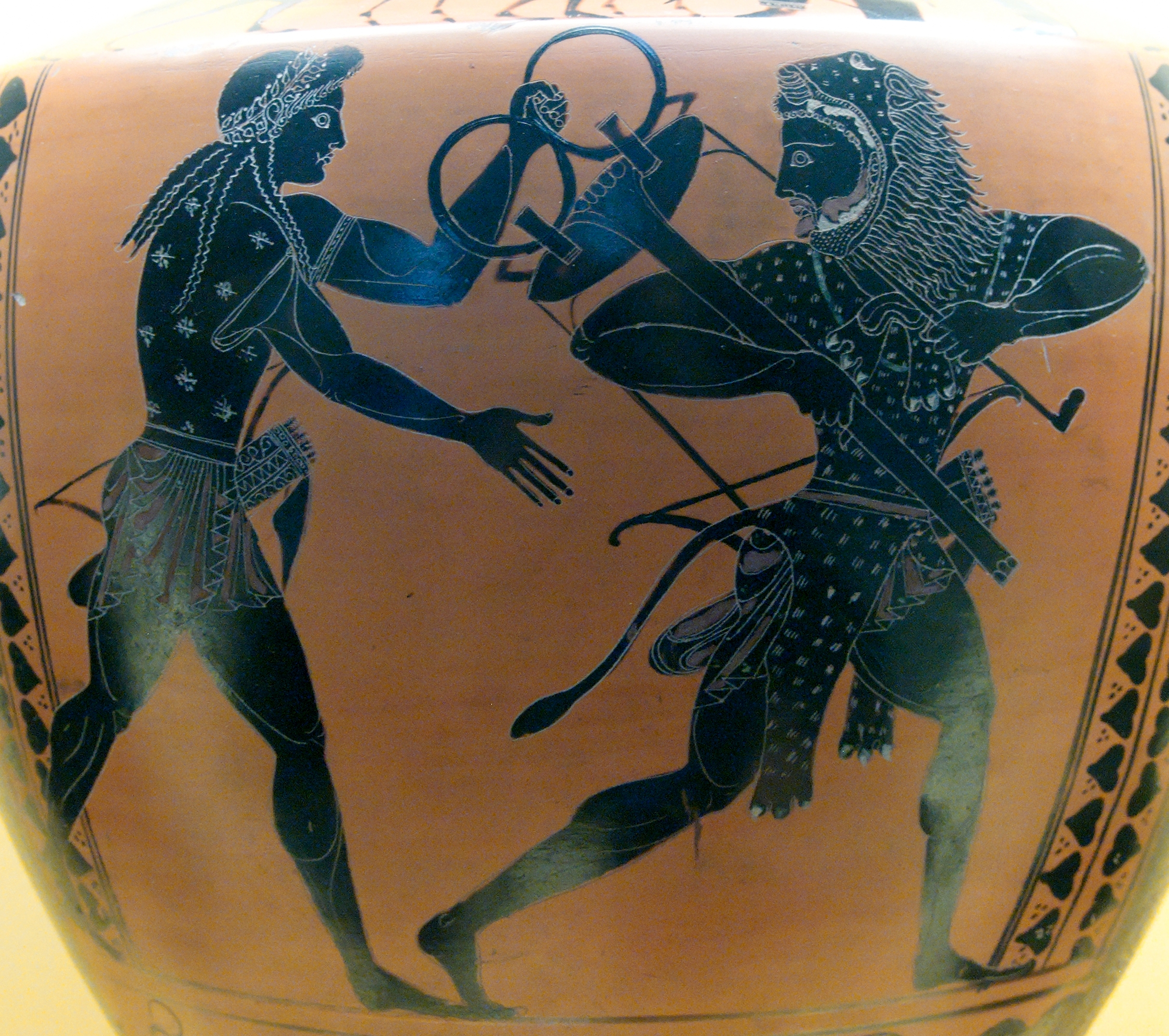
Apollo ed Eracle lottano per il tripode di Delfi, ceramica a figure nere attica, hydria del 520 a.C. circa

La contesa del tripode è un episodio della mitologia greca che vede protagonisti Eracle e Apollo, che si contendono il tripode dell'oracolo di Delfi.

## Il mito
Dopo le dodici fatiche, Eracle si cimentò in altre imprese. Tra queste, in preda alla follia e alla malattia, si recò presso il Santuario di Apollo a Delfi, dove c'era il famoso oracolo, e, vistosi rifiutare il responso da parte della Pizia, cercò di impossessarsi del tripode, emblema del santuario e oggetto rituale sopra il quale la sacerdotessa dava i responsi del dio. Ne nacque una contesa con Apollo, nella quale risultò vincitore il dio, cosicché il tripode rimase nel santuario di Delfi. Tale racconto mitico potrebbe aver tratto ispirazione dal tentativo di ingerenza dei popoli che nel VII secolo a.C. volevano estendere la loro influenza sul santuario.